# NGC 4315
NGC 4315 је појединачна звезда у сазвежђу Девица која се налази на NGC листи објеката дубоког неба.
Деклинација објекта је + 9° 18' 20" а ректасцензија 12h 22m 45,3s. Привидна величина (магнитуда) објекта NGC 4315 износи 10,5.